# Lê Quang Liêm
Lê Quang Liêm (sinh ngày 13 tháng 3 năm 1991 tại Thành phố Hồ Chí Minh) là một đại kiện tướng cờ vua người Việt Nam. Anh là kỳ thủ số 1 Việt Nam và là một trong những kỳ thủ nam hàng đầu châu Á. Anh là nhà vô địch thế giới nội dung cờ chớp năm 2013, vô địch châu Á 2019, 2 lần vô địch Giải cờ vua Aeroflot mở rộng, 3 lần vô địch Giải cờ vua quốc tế HDBank.

## Sự nghiệp

### Thời gian đầu
Lê Quang Liêm được anh trai Lê Quang Long hướng dẫn chơi cờ từ năm 7 tuổi. Anh đoạt ngôi quán quân giải vô địch cờ vua thế giới lứa tuổi dưới 14 vào năm 2005, 2 lần huy chương bạc giải cờ vua trẻ thế giới lứa tuổi 10 và 12 (năm 2001 và 2003), huy chương vàng giải vô địch cờ vua châu Á lứa tuổi dưới 16 năm 2006. Ngoài ra, Lê Quang Liêm còn đoạt một số huy chương vàng ở cấp khu vực Đông Nam Á. Sau thành tích thi đấu xuất sắc tại giải Olympiad cờ vua thế giới năm 2006 tổ chức tại Ý thắng 5 đại kiện tướng quốc tế, hòa 3 đại kiện tướng quốc tế khác, Liêm được đặc cách phong lên đại kiện tướng quốc tế.
Năm 2008, năm 17 tuổi, Liêm đã tham dự Giải cờ vua thanh niên thế giới dành cho lứa tuổi dưới 20 ở Thổ Nhĩ Kỳ. Tuy thành tích không cao (8 điểm/13 ván, đồng hạng 15) nhưng đã giúp Liêm tích luỹ thêm kinh nghiệm thi đấu quốc tế. Tại giải Olympiad cờ vua thế giới năm 2008, anh đạt 8 điểm / 11 ván (6 thắng 4 hoà 1 thua, trong đó có ván thắng Smeets, hoà Karjakin, Bruzon, Nghê Hoa) góp phần đưa Việt Nam lần đầu tiên lọt vào top 10 trong một Olympiad cờ vua (9/154 quốc gia và vùng lãnh thổ tham dự), đồng thời hạng nhất nhóm B.

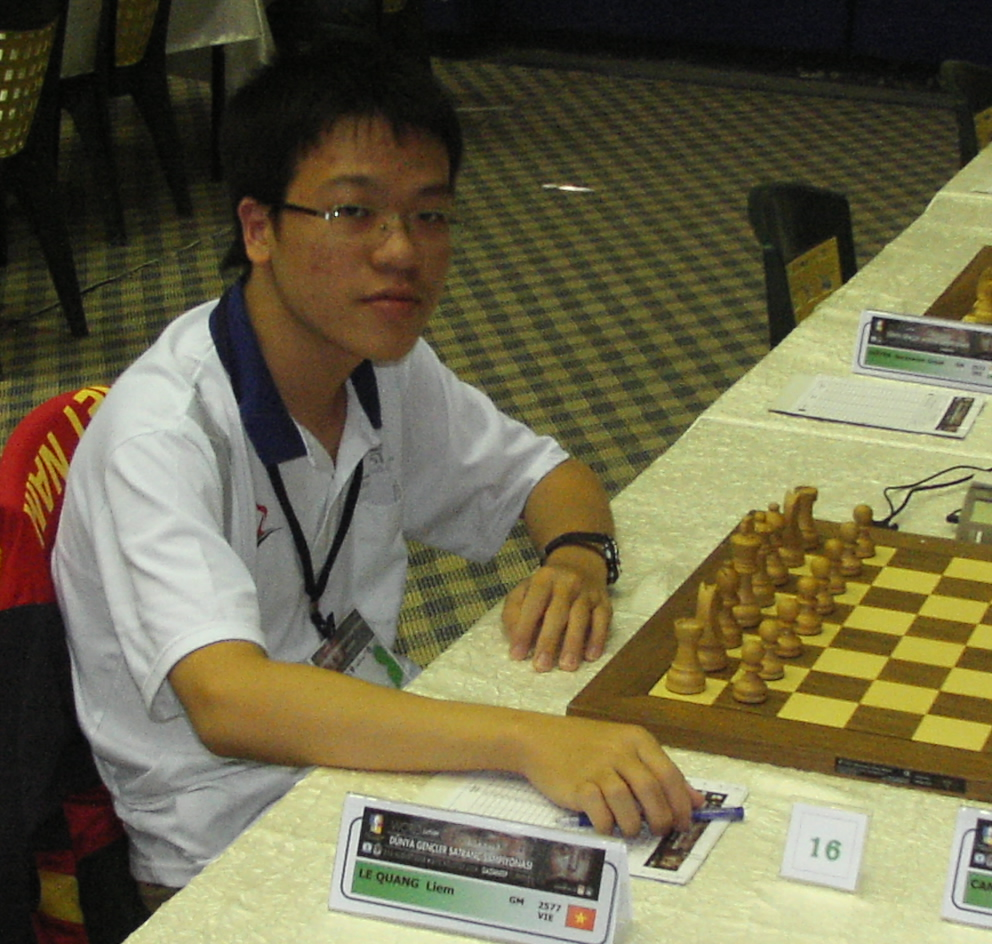
Lê Quang Liêm tại Giải cờ vua thanh niên thế giới năm 2008

### Năm 2009
Tại giải Cờ vua Kolkata mở rộng lần 4 (tháng 9) dù chỉ là kì thủ có Elo thứ 14 của giải nhưng Lê Quang Liêm đã giành ngôi vô địch với 8 điểm (10 ván đấu), vượt qua nhiều kì thủ nổi tiếng như Short, Mamedyarov, Nghê Hoa,...
Tiếp đó anh lại tham dự giải cờ vua Tinh Tú ở Chiết Giang (Trung Quốc). Là hạt giống số 1, Lê giành 5 ván thắng liên tiếp từ đầu giải và vô địch sau 9 ván đấu bất bại (+6=3).
Tháng 11, Lê Quang Liêm tham dự Cúp cờ vua thế giới 2009. Anh là kì thủ Việt Nam duy nhất tham dự giải này, sau khi giành thứ hạng cao tại Giải cờ vua cá nhân châu Á trong năm. Liêm gặp Tkachiev ở vòng 1, thủ hoà sau 2 ván cờ truyền thống, tuy nhiên thua sau 3 ván cờ nhanh (tổng tỉ số 1,5 – 3,5).
Tháng 12 Liêm ở vị trí chủ công đã giúp đội cờ vua nam Việt Nam giành ngôi á quân tại giải cờ vua đồng đội châu Á ở Ấn Độ (Tata Steel Asian Team Chess Championship), chỉ xếp sau đội chủ nhà. Bản thân anh thi đấu 6 trận (+4=1-1).
Với những thành tích đạt được, trong bảng xếp hạng của FIDE tháng 1 năm 2010, lần đầu tiên Lê Quang Liêm lọt vào top 100 thế giới (hạng 93) với hệ số Elo cao nhất của các kì thủ Việt Nam từ trước đến thời điểm đó (2647) và top 10 kì thủ trẻ thế giới.

### Năm 2010
Lê Quang Liêm khởi đầu năm 2010 rất thành công khi tham dự 2 giải cờ vua ở Nga: Moskva mở rộng và Aeroflot. Trong giải Moskva, sau 9 ván đấu, Liêm được 7 điểm (+5 =4), là một trong 4 kỳ thủ cao điểm nhất giải. Khi so sánh hệ số phụ Liêm xếp thứ ba. Ở giải Aeroflot – một trong những giải cờ mở rộng mạnh nhất thế giới – diễn ra ngay sau đó, trong lần thứ 4 tham dự giải, Liêm giành ngôi vô địch với 7 điểm / 9 vòng (+5 =4), có những ván thắng trước các đối thủ mạnh như Bacrot, Bốc Tường Chí. Anh là kỳ thủ châu Á đầu tiên vô địch giải này. Với danh hiệu vô địch giải đấu Lê giành quyền tham dự giải Dortmund trong năm.
Cho đến khi kết thúc giải Aeroflot, Liêm có chuỗi 33 ván đấu bất bại (19 thắng 14 hòa). Nhờ vào thành công ở 2 giải đấu này, trong bảng xếp hạng tháng 3 năm 2010 của FIDE, Liêm đã tăng 42 điểm Elo (2689), lọt vào danh sách 50 kỳ thủ hàng đầu thế giới, là kỳ thủ tiến bộ nhất trong top 100.
Tháng 7, Liêm tham gia giải Dortmund. Đây là giải cờ mạnh nhất Liêm từng tham gia (hạng 20 với Elo trung bình 2731). Dù là kỳ thủ có Elo thấp nhất trong số 6 kỳ thủ tham dự, với thành tích 5,5 điểm / 10 trận (+2 =7 -1) anh xếp thứ nhì chung cuộc, trong đó có ván thắng nhà vô địch giải Ponomariov.
Tháng 9, do thủ tục xuất nhập cảnh, Liêm bỏ lỡ giải cờ vua các câu lạc bộ của Tây Ban Nha. Do đó anh sang Philippines tham dự giải tưởng niệm Campomanes. Là hạt giống số 1 của giải, sau 9 vòng đấu Liêm được 7 điểm (+5 =4) đồng điểm với Triệu Tuấn nhưng kém hệ số phụ, giành ngôi á quân . Sau giải đấu này hệ số Elo hiện thời của Liêm lần đầu tiên vượt hơn 2700 (2701), là kỳ thủ Việt Nam đầu tiên đạt được thành tích này.
Tại Đại hội cờ vua thế giới lần thứ 39 diễn ra từ ngày 20 tháng 9 đến 4 tháng 10 tại Khanty - Mansiysk thuộc Liên bang Nga, Lê Quang Liêm ngồi bàn 1 đã thi đấu không thành công, thi đấu đủ 11 trận: 2 thắng, 7 hòa, 2 thua; hệ số Elo thể hiện trong giải (rating performance - Rp) = 2601, giảm 12,1 điểm Elo. Đội nam Việt Nam 12 điểm xếp thứ 52 toàn đoàn.
Tại Giải cờ vua nhanh quốc tế Cap d'Agde lần 9 diễn ra từ ngày 23 đến 31-10, sau khi đánh bại người đồng hương Nguyễn Ngọc Trường Sơn ở tứ kết, Lê Quang Liêm đã bại trận trước Nakamura tại bán kết.
Sau đó Lê Quang Liêm khoác áo đội tuyển Việt Nam dự giải cờ nhanh cá nhân trong khuôn khổ Asian games. Tại giải này Lê Quang Liêm giành được huy chương bạc (bằng điểm với kỳ thủ giành huy chương vàng nhưng thua đối đầu trực tiếp. Cũng tại giải này, Lê Quang Liêm ngồi bàn 1 cũng thi đấu không thành công khi không đưa đội tuyển Việt Nam vào bán kết
Nhờ những thành tích trong năm, Liêm là một trong 10 vận động viên tiêu biểu Việt Nam 2010.

### Năm 2011

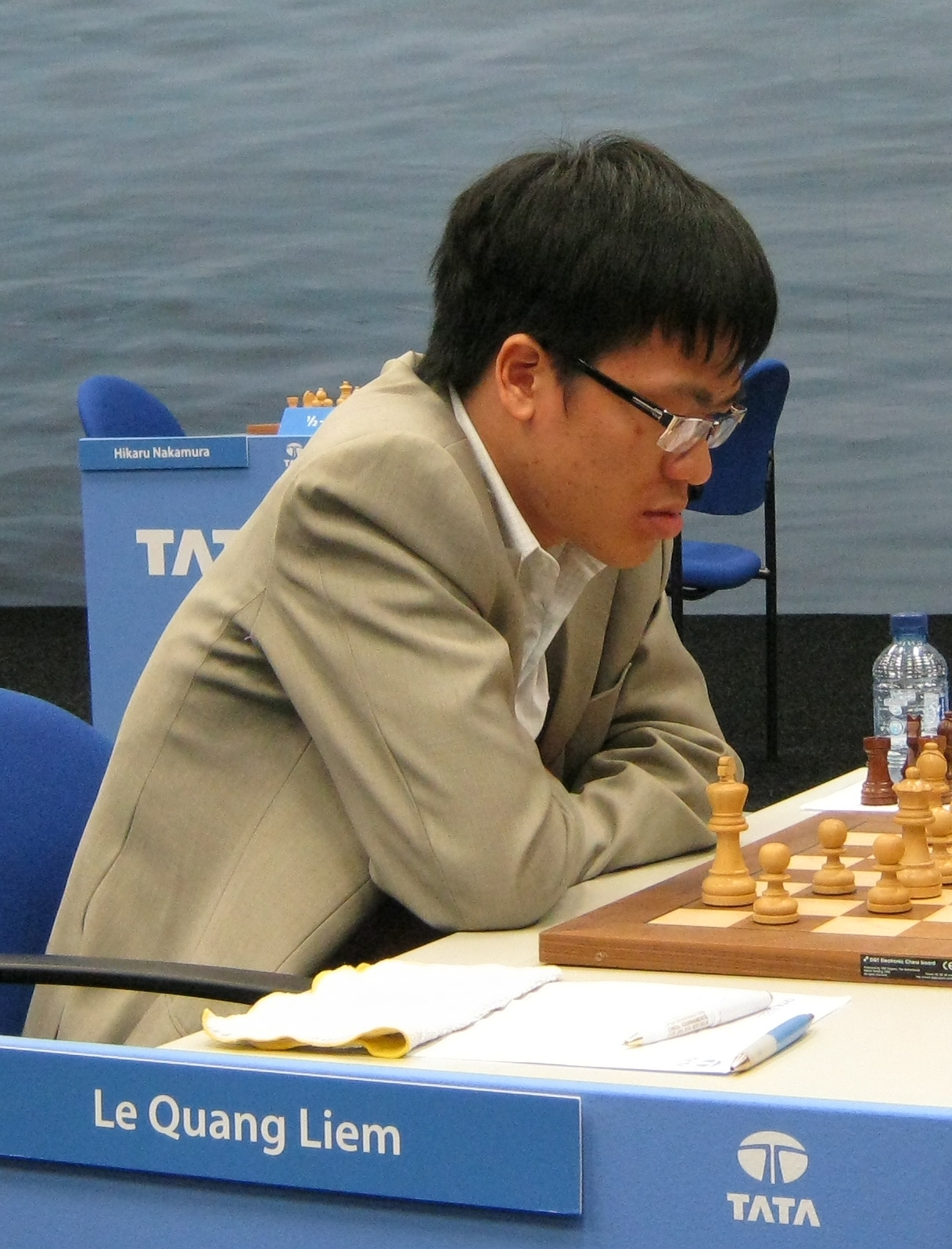
Lê Quang Liêm tại Giải Tata Steel 2011

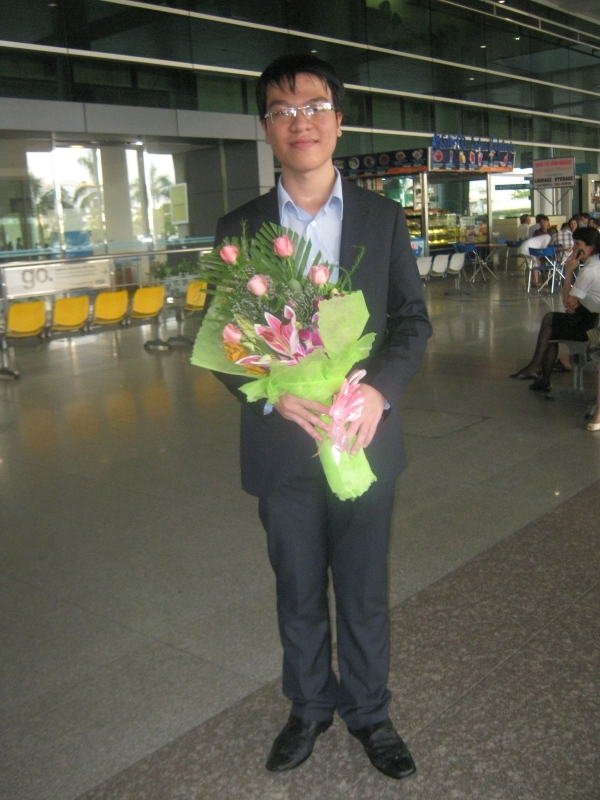
Lê Quang Liêm trở về sau giải Dortmund 2011

Giải quốc tế đầu tiên Liêm tham dự trong năm là Tata Steel diễn ra từ 14 đến 30 tháng 1. Anh được mời thi đấu ở hạng B gồm 14 kỳ thủ. Ở những vòng đấu đầu tiên, Liêm bị mệt nên có kết quả không tốt. Do vậy, dù đã tăng tốc ở những vòng đấu sau, anh chỉ đạt vị trí đồng hạng tư với 7,5 điểm / 13 ván (+5 =5 -3), trong đó thắng được nhà vô địch hạng B McShane.
Tháng 2, Liêm tiếp tục tham dự giải Aeroflot và sau 9 vòng đấu, với 6,5 điểm (+5=3-1) Liêm là kỳ thủ đầu tiên bảo vệ thành công chức vô địch giải đấu này (bằng điểm với một số kỳ thủ khác nhưng hơn chỉ số phụ). Liêm tiếp tục được mời tham dự giải Dortmund trong năm.
Tháng 5, Liêm được mời tham dự Giải cờ vua Tưởng niệm Capablanca. Đây cũng là một giải cờ mạnh, thuộc nhóm 19 (Elo trung bình 2712). Với phong độ cao, Liêm kết thúc 10 ván đấu với 6,5 điểm (+4=5-1), giành ngôi á quân khi bằng điểm với nhà vô địch Ivanchuk nhưng kém chỉ số phụ. Với thành công ở giải đấu này, Elo hiện thời của Liêm một lần nữa lại vượt qua mức 2700.
Trong bảng xếp hạng tháng 7 của FIDE, lần đầu tiên Lê Quang Liêm có mức Elo vượt 2700, được 2715 và trở thành kỳ thủ trẻ số 1 thế giới. Cũng trong tháng 7, anh dự giải Dortmund lần thứ hai. Với thành tích bất bại (+1 =9) sau 10 ván, đạt 5,5 điểm, Liêm giành ngôi á quân lần thứ hai liên tiếp.
Ngay sau đó, anh và đồng đội Nguyễn Ngọc Trường Sơn tham dự Cúp cờ vua thế giới 2011, lọt vào đến vòng 3. Đây là thành tích cao nhất của cờ vua Việt Nam tại Cúp cờ vua thế giới từ trước đến nay. Anh thắng kỳ thủ người Indonesia, Megaranto ở vòng 1 và kỳ thủ Nga, Boris Grachev ở vòng hai, trước khi phải dừng bước trước kỳ thủ Cuba, Lazaro Batista Bruzon ở vòng 3.
Tháng 10, Liêm dự giải SPICE Cup ở Texas. Đây là giải mời 6 kỳ thủ đấu vòng tròn hai lượt. Liêm là hạt giống số 1 của giải. Sau 10 ván, với 17 điểm (+4 =5 –1), Liêm đoạt chức vô địch, xếp trên Dominguez.
Tháng 12, Liêm tham dự nội dung cờ vua ở giải Sportaccord World Mind Games (Giải trí tuệ thế giới) ở Trung Quốc. Các kỳ thủ tham dự đều có Elo trên 2700. Sau hai nội dung cờ nhanh và cờ chớp anh thi đấu không thành công, xếp ở nửa sau bảng xếp hạng.
Trong năm 2011, Liêm cũng được mời tham gia thi đấu cho các câu lạc bộ của Đức (Werder Bremen), Pháp (Evry Grand Roque) và Trung Quốc (Thanh Đảo).
Anh tiếp tục được bầu chọn là một trong 10 vận động viên tiêu biểu của Việt Nam năm 2011 .

### Năm 2012
Liêm nhận được lời mời tham dự giải ở Gibraltar vào cuối tháng 1 đầu tháng 2. Đây là giải mở có nhiều cao thủ tham gia, với 11 kỳ thủ có Elo trên 2700 . Sau 10 ván đấu, anh đạt 7 điểm (+5 =4 -1) xếp hạng 7 chung cuộc.
Ngay sau đó, anh tham gia giải Aeroflot từ 6 đến 17 tháng 2. Đây là giải đấu Liêm là đương kim vô địch. Tuy nhiên anh thi đấu không thành công khi chỉ đạt 4 điểm / 9 ván (+2 =4 -3). Do đó, Elo hiện thời của anh không còn trong nhóm 2700.
Sau giải Aeroflot, Liêm tham gia giải HDBank. Anh đạt 7,5 điểm / 9 ván (+6 =3) , về nhì sau Nghê Hoa.
Tháng 5, anh tham dự Giải vô địch cờ vua cá nhân châu Á 2012 tại Thành phố Hồ Chí Minh nhằm kiếm tìm vé dự Cúp cờ vua thế giới 2013 dành cho 5 kỳ thủ đứng đầu. Tuy là hạt giống số 1 nhưng anh thể hiện phong độ không tốt và chỉ xếp thứ 16 chung cuộc (5,5 điểm / 9 ván; +5 =1 -3) . Sau giải cá nhân, anh tiếp tục cùng đội tuyển Việt Nam tham dự giải đồng đội châu Á tại Sơn Đông. Liêm góp phần giúp đội tuyển giành huy chương vàng cờ chớp .
Tháng 7, anh được mời tham dự vòng loại Giải vô địch cờ nhanh và cờ chớp thế giới. Liêm lọt vào vòng chung kết cờ chớp sau khi xếp hạng 2 ở vòng loại . Trước các kỳ thủ hàng đầu, anh thi đấu tốt, xếp hạng 7 chung cuộc với 16,5 điểm / 30 ván (+14 =5 -11) . Ngay tiếp sau đó, anh tham gia giải ACP Golden Classic từ ngày 14 đến 22 tháng 7 
Cuối tháng 8 đầu tháng 9, Liêm giữ vị trí chủ công của đội tuyển Việt Nam tại Olympiad cờ vua thế giới năm 2012. Với thành tích bất bại (6 thắng 4 hoà, trong đó có ván thắng Michael Adams), đạt 8 điểm / 10 ván, anh góp công lớn đưa Việt Nam đạt thành tích cao nhất trong lịch sử là hạng 7 đồng đội nam . Riêng bản thân Liêm có hiệu suất thi đấu lên tới 2787, xếp hạng 5 bàn 1 .
Về thi đấu cho các câu lạc bộ, Liêm tiếp tục khoác áo Thanh Đảo tham dự Giải vô địch đồng đội Trung Quốc, Evry Grand Roque  dự Giải vô địch đồng đội Pháp (đứng hạng 3 chung cuộc ).

### Năm 2013
Bỏ qua những thành tích không tốt tại 2 giải Chess Gibraltar và Aeroflot đầu năm, vào những ngày cuối tháng 3, Lê Quang Liêm tham gia giải HD Bank Cup Open 2013 tại Thành phố Hồ Chí Minh. Giải đấu tổ chức lần thứ 3 quy tụ nhiều kỳ thủ xuất sắc đến từ Trung Quốc, Philippines, Hungary và chủ nhà Việt Nam. Có thể kể đến Ferenc Berkes (Elo 2702), Yu Yangyi (2696), Nguyễn Ngọc Trường Sơn (2647),... Giải diễn ra trong 5 ngày từ ngày 19/3 đến hết ngày 24/3. Sau 9 ván đấu Lê Quang Liêm được 7,5/9 điểm với thành tích bất bại (+6 =3), xếp trên kỳ thủ Lô Thượng Lỗi (2552) của Trung Quốc (được 7/9 điểm) và giành ngôi vô địch. Đây là chức vô địch đầu tiên của Liêm khi tham dự giải HD Bank Cup sau 2 lần lỡ hẹn ở các năm trước.
Từ ngày 16/05 đến ngày 26/05, Lê Quang Liêm tiếp tục tham dự giải vô địch châu Á được tổ chức tại Philippines. Liêm thi đấu khá thành công ở nội dung cờ tiêu chuẩn khi xếp thứ 4 chung cuộc với 6,5/9 đồng thời đạt 1 suất tham dự Cúp thế giới. Sau đó anh tiếp tục tham dự nội dung cờ chớp và giành ngôi vô địch với 8,5/9.
Tại Giải vô địch thế giới cờ nhanh và cờ chớp diễn ra tại Nga vào tháng 6, Liêm đã xuất sắc giành chức vô địch nội dung cờ chớp với 20,5 điểm/30 ván (+14=13–3) , trở thành nhà vô địch thế giới cờ chớp mới. Ở nội dung cờ nhanh anh cũng thi đấu tốt và giành hạng 4 chung cuộc với 10 điểm/15 ván (+7=6–2), hai ván thua trước hai kỳ thủ xếp đầu . Với thành tích vô địch cờ chớp thế giới, Lê Quang Liêm xếp thứ hai trong danh sách mười vận động viên Việt Nam tiêu biểu năm 2013 .

### Năm 2014
Giải vô địch cờ nhanh và cờ chớp thế giới năm 2014 diễn ra tại Các Tiểu vương quốc Ả Rập Thống nhất vào tháng 6 đã quy tụ nhiều kỳ thủ mạnh: 8 trong 10 kỳ thủ cờ nhanh hàng đầu và cả 10 kỳ thủ cờ chớp hàng đầu thế giới. Lê Quang Liêm xếp thứ 19 nội dung cờ nhanh với 9 điểm / 15 ván (+7 =4 –4) và xếp thứ 4 nội dung cờ chớp với 14 điểm / 21 ván (+12 =4 –5), trong đó có những ván thắng trước các kỳ thủ mạnh như hạt giống số 1 Nakamura, cựu vua cờ Anand.
Tháng 8, anh cùng với các đồng đội Nguyễn Ngọc Trường Sơn, Nguyễn Đức Hòa, Nguyễn Văn Huy và Nguyễn Huỳnh Minh Huy tham dự giải cờ vua đồng đội thế giới 2014 tổ chức tại Tromsø (Na Uy). Với kết quả +3-2=5 (thua Michael Adams và Francisco Pons Vallejo), anh bị mất 4 điểm ELO tại giải này.

### Năm 2015
Tháng 3 anh liên tiếp đạt 2 chức vô địch: Giải khu vực 3.3 Cờ vua Thế giới và giải HD Bank Cup Open 2015 cùng tổ chức tại Thành phố Hồ Chí Minh. Với chức vô địch giải khu vực 3.3, Quang Liêm giành được suất tham dự Cúp cờ vua thế giới 2015.
Tháng 9 Liêm tham dự Cúp cờ vua thế giới 2015 tại Baku, Azerbaijan. Vòng 1 Liêm thắng Durarbayli sau hai ván tiêu chuẩn với tỉ số 1,5-0,5. Vòng 2 Liêm hòa cả hai ván tiêu chuẩn với Vitiugov và thắng cờ nhanh, tỉ số chung cuộc 2,5-1,5. Vòng 3 Liêm dừng bước sau khi thua So ở cờ nhanh, tỉ số chung cuộc 1,5-2,5. Kết thúc giải, Elo của anh quay trở lại mức 2700.
Trong tháng 10 Liêm bỏ giải vô địch nhanh chớp thế giới để tham gia Millionaire Chess tại Las Vegas, Mỹ (vì hai giải đấu trùng thời gian). Sau vòng loại 7 ván Liêm ở trong nhóm 3 kỳ thủ đứng đầu với 6 điểm (+5=2), lọt vào bán kết. Ở bán kết và chung kết các kỳ thủ thi đấu hai ván cờ nhanh. Tại bán kết anh thắng Lenderman cả hai ván. Đến chung kết anh thua Nakamura 0,5-1,5, giành ngôi á quân với giải thưởng 50 000 đô la tiền thưởng.
Trong tháng 10 Quang Liêm tham gia giải SPICE Cup 2015 tại Đại học Webster, nơi Liêm theo học. Với thành tích bất bại sau 9 ván, đạt 7 điểm (+5 =4), Liêm đã giành chức vô địch. Đây là chức vô địch thứ hai của anh tại giải, sau lần đầu tiên năm 2011. Đồng thời Elo của anh cũng đạt mức đỉnh cao cá nhân mới là 2718 trong bảng xếp hạng tháng 11.

### Năm 2016
Đầu tháng 4, Lê Quang Liêm cùng đồng đội Đại học Webster bảo vệ thành công chức vô địch giải College Final Four. Là đội trưởng đội tuyển, anh đóng góp chính cho chức vô địch của đội khi toàn thắng cả ba ván ở bàn 1. Vì bận tham gia Final Four nên Quang Liêm không dự nội dung tiêu chuẩn ở Giải đồng đội châu Á mà chỉ dự nội dung nhanh và chớp.
Sau đó, tại Giải đồng đội châu Á, anh cùng đồng đội giành hai huy chương bạc ở nội dung nhanh và chớp, đều thất bại trước Trung Quốc ở chung kết.
Tháng 6, Quang Liêm dự Giải vô địch cờ vua châu Á, xếp hạt giống số 1. Anh bất bại và dẫn đầu đến trước vòng cuối cùng. Tuy nhiên thất bại ở vòng cuối trước Surya Sekhar Ganguly khiến anh chỉ giành được ngôi á quân chung cuộc với 6,5 điểm / 9 ván (+5 =3 –1). Đây là lần đầu tiên Quang Liêm giành được huy chương cấp châu lục.

### Năm 2017

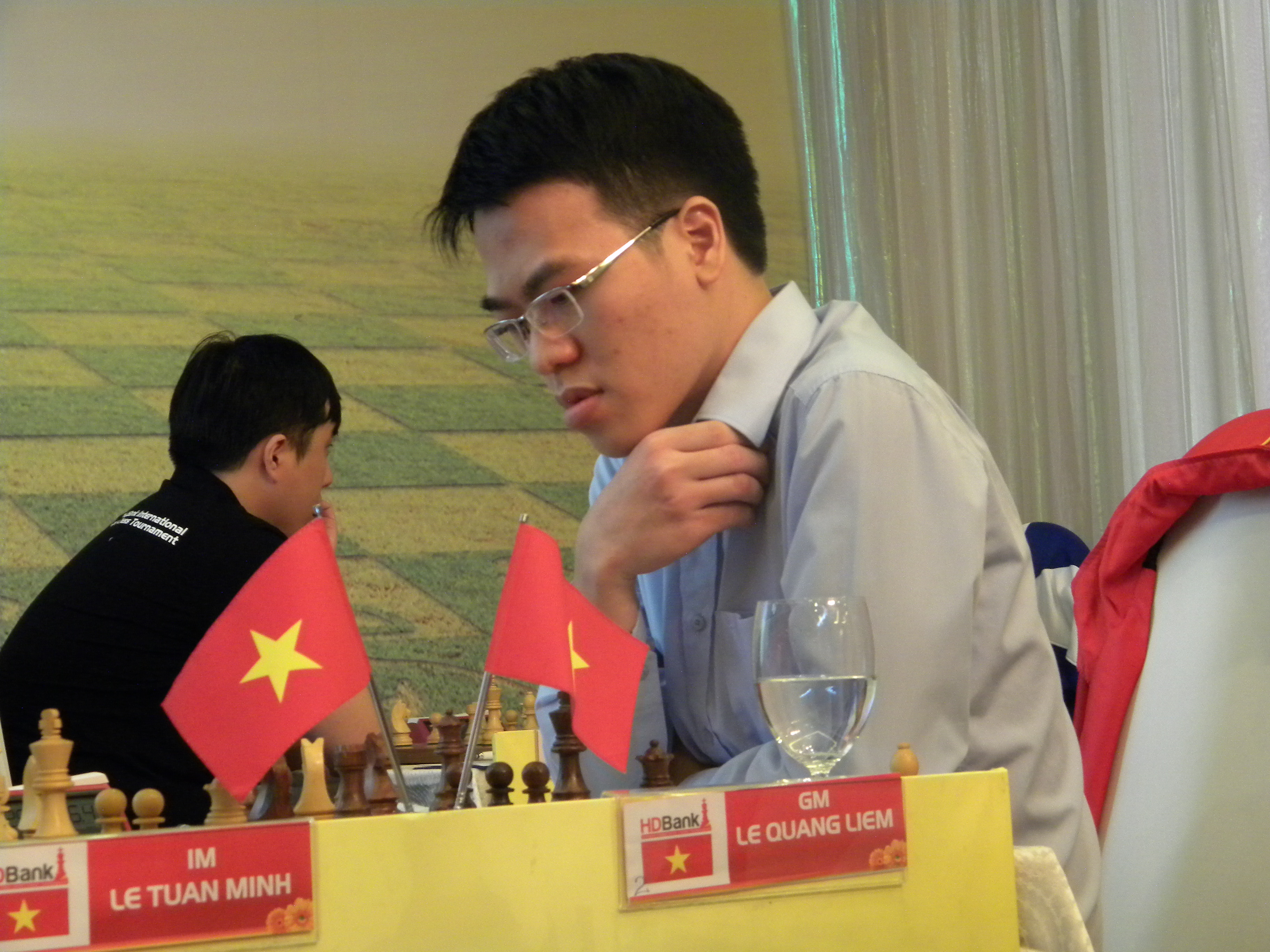
Lê Quang Liêm tại Giải cờ vua quốc tế HDBank 2017

Lê Quang Liêm khởi đầu năm 2017 với việc tham dự Giải cờ vua quốc tế HDBank vào tháng 3. Sau 9 vòng đấu, anh độc chiếm ngôi đầu với 7 điểm (+5 =4) và lần thứ ba giành ngôi vô địch HDBank.
Vào đầu tháng 7, Quang Liêm dự giải World Open 2017 với tư cách hạt giống số 1. Đây là giải đấu đầu tiên sau khi anh tốt nghiệp đại học. Anh xếp đồng hạng nhì chung cuộc (sau Tigran L. Petrosian) với 7/9 điểm (+5 =4).
Ngay sau đó, cũng trong tháng 7, Quang Liêm dự giải Siêu đại kiện tướng lần thứ 8 tại Đam Châu, Trung Quốc. Sau 9 ván, anh đạt 5,5 điểm (+2 =7), bằng điểm với Đinh Lập Nhân nhưng hơn hệ số phụ, giành ngôi á quân, kém nhà vô địch Vi Dịch 1 điểm.
Từ ngày 14 tới ngày 18 tháng 8, Liêm dự giải St. Louis trong hệ thống Grand Chess Tour với tư cách kỳ thủ mời. Tham dự giải đấu có các kỳ thủ chính thức của Grand Chess Tour là Nakamura, Caruana, Aronian, Karjakin, Anand, Nepomniachtchi và các kỳ thủ mời là Kasparov, Dominguez và Navara. Đây là giải đấu chính thức đầu tiên của vua cờ Kasparov sau 12 năm giải nghệ.
Từ ngày 3 đến ngày 7 tháng 9, Liêm tham gia Cúp cờ vua thế giới. Anh thắng Kunin ở vòng 1 và thua Vidit Santosh Gujrathi ở vòng 2.
Tháng 9 năm 2017, tại Đại hội Thể thao Trong nhà và Võ thuật châu Á 2017, Quang Liêm đã giành cả ba huy chương vàng ở các nội dung tham dự, gồm cá nhân nam, cờ nhanh đôi và cờ chớp đôi (cùng Nguyễn Ngọc Trường Sơn), trở thành vận động viên giàu thành tích nhất của Việt Nam ở đại hội này.
Tháng 12, Quang Liêm tham dự Giải cờ vua tại Đại hội Thể thao Trí tuệ Thế giới, gồm ba nội dung cờ nhanh, cờ chớp và cờ xứ Basque. Ở nội dung cờ nhanh anh đạt 4,5/7 điểm (+3 =3 –1), xếp đồng hạng nhất cùng Andreikin và Mamedyarov, giành huy chương đồng sau khi xét hệ số phụ.

### Năm 2018
Tại Giải vô địch cờ vua châu Á ở Makati, Quang Liêm về hạng ba với 6,5/9 điểm. Kết quả này giúp anh có được suất tham dự Cúp cờ vua thế giới 2019.

### Năm 2019
Quang Liêm tham dự Giải vô địch cờ vua châu Á tại Hình Đài, Trung Quốc vào tháng 6. Sau 9 vòng đấu anh bất bại với 7 điểm (+5 =4) và lên ngôi vô địch, hơn nhóm tiếp theo nửa điểm. Đây là lần đầu tiên một kỳ thủ Việt Nam vô địch cá nhân nam châu Á. Sau đó anh tiếp tục giành huy chương bạc nội dung cờ chớp ở giải này.
Tháng 7 Quang Liêm dự Giải cờ vua World Open. Anh bất bại đạt 7,5/9 điểm (+6 =3). Sau khi cầm đen hòa ván playoff với kỳ thủ đồng điểm Jeffery Xiong, Quang Liêm lên ngôi vô địch. Đây là chức vô địch thứ ba liên tiếp của anh và chức vô địch đầu tiên ở World Open.
Tháng 9, tại Cúp cờ vua thế giới 2019, anh thua Levon Aronian ở vòng bốn, sau khi vượt qua Korobov và Artemiev ở hai vòng trước đó. Thành tích này ngang với thành tích cao nhất của anh ở Cúp cờ vua thế giới năm 2013.

### Năm 2021
Quang Liêm được mời tham dự giải Sigeman & Co. Đây là giải đấu cờ bàn đầu tiên của anh trong năm 2021. Tuy nhiên sau đó anh không tham gia giải này.

### Năm 2022
Quang Liêm được mời tham dự các giải Praha và Biel.
Tại giải Oslo Esports Cup 2022, Quang Liêm lần đầu tiên thắng đại kiện tướng số 1 thế giới Magnus Carlsen ở hình thức thi đấu online. Sau đó Quang Liêm giành ngôi á quân giải đấu, xếp sau Jan-Krzysztof Duda.
Sau giải Oslo Esports Cup 2022, Quang Liêm trở về Việt Nam để tham dự Sea Games 31 trên sân nhà, tại đây Lê Quang Liêm đã giành 2 tấm HCV nội dung cờ nhanh, cờ chớp và HCB nội dung cờ chớp cá nhân
Vào tháng 6, Quang Liêm tham dự giải Praha Chess Festival bảng Masters, anh bất bại toàn giải với 6/9 điểm (+3 =6), giành ngôi á quân sau kỳ thủ người Ấn Độ Pentala Harikrishna

### Vô địch
- Thế giới nội dung cờ chớp: 2010
- châu Á: 2019
  - châu Á, cờ chớp: 2013
- Aeroflot mở rộng: 2010, 2011
- SPICE Cup: 2011, 2015
- HD Bank Cup mở rộng: 2013, 2015, 2017
- World Open: 2019
- Final Four (cùng đội cờ Webster): 2014, 2015, 2016
- Kolkata mở rộng: 2009
- Khu vực 3.3: 2015
- SEA Games 2011: huy chương vàng cờ tưởng, cờ nhanh[78]
- U14 thế giới: 2005
- AIMAG: 2017
- Sea Games 2021: HCV đồng đội cờ nhanh,cờ chớp

### Danh hiệu khác
- Châu Á: á quân 2016, vô địch 2019
- Dortmund: á quân 2010, 2011
- Đam Châu: á quân 2017, 2018
- Tưởng niệm Capablanca: á quân 2011[79]
- SPICE Cup: á quân 2012, thứ ba 2013
- World Open: đồng á quân 2017
- Moskva mở rộng: hạng ba 2010[79]
- ASIAD 2010: huy chương bạc cờ nhanh
- HDBank: á quân 2012, thứ ba 2014
- Campomanes 2010: á quân
- Một trong mười vận động viên tiêu biểu Việt Nam: 2010, 2011, 2013
- Sea Games 2021: huy chương bạc cờ chớp cá nhân
- Prague Masters: á quân 2022

## Đời tư
Lê Quang Liêm có vợ là Nguyễn Trần Thanh Trúc (sinh năm 1989). Hai người biết nhau vào cuối năm 2011 và làm lễ cưới vào tháng 5 năm 2018.